# Ёсихимэ
Ёсихимэ (яп. 義姫; 1548 — 13 августа 1623) — японская знатная дама позднего периода Сэнгоку из рода Могами. Она вышла замуж за Датэ Тэрумунэ, от которого родила Датэ Масамунэ. Есихимэ получила прозвище Принцессы демонов Уу (奥 羽 の 鬼 姫) из-за своих личных качеств и попыток узурпировать власть в клане Датэ.

## Биография
Ёсихимэ родилась в замке Ямагата в провинции Дэва. Выйдя замуж за Датэ Тэрумунэ, она продолжала помогать родному клану Могами во многих аспектах. Она вела активную переписку с братом Могами Ёсиаки, поддерживая хорошие отношения с ним. В 1567 году Ёсихимэ родила Датэ Масамунэ, в последующие годы она дала жизнь Датэ Кодзиро, Тикохимэ и Сенсихимэ.

### Конфликт с Датэ
Ёсихимэ возненавидела Масамунэ, своего первенца, из-за его уродливости (сын Ёсихимэ в раннем детстве потерял один глаз вследствие болезни, вероятно, оспы), отдавала предпочтение его младшему брату Кодзиро, которого она хотела видеть во главе клана. Отношения Датэ с Ёсихимэ обострились, когда она передавала информацию своим родственникам из клана Могами, когда они сражались против Датэ.
В 1578 году Датэ Тэрумунэ объединился с силами других кланов в замке Каминояма, чтобы напасть на Могами Ёсиаки. Ёсихимэ, узнав, что её муж решил вступить в бой с её братом, отправилась в паланкине на поле боя. Там она, держа в руках копьё, встала перед двумя армиями и вынудила их заключить мирный договор. Ей удавалось поддерживать мирный договор между двумя родами. Между тем Ёсиаки продолжал захватывать территории вблизи земель клана Датэ, Ёсихимэ знала о стремлении своего брата завоевать Тохоку, ходили слухи, что она активно помогала ему в осуществлении плана убийства лидера клана Каминояма.
В 1584 году Масамунэ возглавил род Датэ. В 1585 году Тэрумунэ был убит Нихонмацу Ёсицугу, Ёсихимэ овдовела. Она подозревала, что Масамунэ убил Терумунэ, чтобы узурпировать его власть, поэтому решила убить Масамунэ, чтобы позволить Кодзиро стать лидером клана Датэ. В это время Ёсихимэ враждовала с Катакурой Китой, которая была наставницей и кормилицей Масамунэ.
После смерти Тэрумунэ Масамунэ начал проводить активную и агрессивную политику, так он атаковал клан Сиомацу, который был близким союзником рода Могами. Могами Ёсиаки и Масамунэ готовились к войне между собой, что усугубляло положение Ёсихимэ в семье Датэ. Несколько кланов из провинции Муцу объединились, чтобы победить Масамунэ, в том числе и клан Никаидо, лидером которого была Онамихимэ, сестра Датэ Тэрумунэ и тётя Масамунэ.
В битве при Одзаки в 1588 году Масамунэ атаковал силы клана Одзаки, союзника Могами. Ёсиаки отправил подкрепление и сумел окружить войска Масамунэ. В этих обстоятельствах Ёсихимэ вновь появилась на поле боя и встала между двумя армиями, прося их отступить. На этот раз она сделала это, чтобы спасти своего сына от брата, и, как и в 1578 году, её стратегия сработала, и армия Датэ отступила без ущерба для себя. Ёсиаки чувствовал, что просьба о мире была унизительной для него, но не смог отказать сестре. В итоге обе стороны соблюдали перемирие в течение примерно 80 дней. По их истечении Ёсиаки попытался стать посредником между Датэ и Одзаки, но потерпел неудачу у Датэ из-за недоверия к нему. Ёсиаки попросил Ёсихимэ выступить в качестве посредника, так как она пользовалась доверием своего брата и имела право выступать в семье Датэ.

### Инцидент при осаде Одавары
В 1590 году, когда Масамунэ участвовал в осаде Одавары на стороне Тоётоми Хидэёси, противостоявшего роду Ходзё, Ёсихимэ лично преподнесла Масамунэ отравленную еду. Хотя Масамунэ и проглотил яд, но смог нейтрализовать его с помощью противоядия. Противостояние между матерью и её старшим сыном достигло эпогея к этому моменту, и Масамунэ лично убил своего младшего брата Датэ Кодзиро.
Даже после убийства Кодзиро Ёсихимэ оставаться в семье Датэ и общаться с Масамунэ. Существует множество версий этого инцидента, но, вероятнее всего, Ёсихимэ держали в изгнании. Находясь в изоляции, она обменивалась письмами с братом и другими людьми. Ёсихимэ отправила послание с корейским хлопком Масамунэ, что смягчило его настолько, что он попытался улучшить отношения с матерью.

### Налаживание отношений с сыном
В 1594 году Тоётоми Хидэёси приказал правителям всех кланов прислать свои семьи в Киото. Мэгохимэ, жена Масамунэ, отправилась туда с Катакурой Китой. 4 ноября Ёсихимэ также прибыла в Киото, а затем вернулась к клану Могами, в замок Ямагата.
В 1600 году началась военная кампания, увенчавшаяся битвой при Сэкигахаре. Во время неё Масамунэ получил подкрепление от Могами Ёсиаки по просьбе Ёсихимэ. Катакура Кагэцуна посоветовал Масамунэ подождать, пока вражеская армия не выдохнется. Клан Уэсуги напал на замок Каминояма, который защищал клан Могами, Наоэ Канэцугу удалось взять замок, и армия Могами бежала. Масамунэ отправил подкрепление для защиты Ёсихимэ, которая находилась в самом эпицентре событий. Во время осады Хасэдо Ёсиаки сражался бок о бок с кланом Датэ, чтобы выбить Уэсуги из Ямагаты. Токугава Иэясу победил в битве при Сэкигахаре, а Уэсуги отступил. После окончания войны Ёсихимэ отправила Масамунэ благодарственное письмо.
После смерти Ёсиаки в 1614 году Ёсихимэ утверждала, что потеряла всю свою семью. В 1622 году после того, как в клане Могами после внутренних конфликтов произошли существенные перестановки, Ёсихимэ не смогла больше поддерживать свой прежний статус в клане и попросила Масамунэ позволить ей вернуться к роду Датэ, что он и разрешил. При возвращении она преподнесла подарок от семьи Могами Мэгохимэ и заключила мир с Масамумэ. В последний год жизни Ёсихиме, Масамунэ, который ценил высокий интеллект своей матери, обменивался с ней письмами и стихами. Она обосновалась в замок Сэндай и умерла год спустя после возвращения, в 1623 году, в возрасте 76 лет. Её похоронили в отсутствие Масамунэ.

## В массовой культуре
- Сима Ивасита исполнила её роль в тайга дораме NHK 1987 года «Докуганрю Масамунэ».
- Ёсихимэ фигурирует в компьютерных видеоиграх Nobunaga's Ambition и Samurai Warriors 4 Empires.